# Аарон Сміт (регбіст)
Аарон Люк Сміт (англ. Aaron Luke Smith; нар. 21 листопада 1988) — новозеландський регбіст. Аарон грає за команду «Гайлендерс» як розігруючий у чемпіонаті «Супер Регбі», де він є лідером клубу за кількістю матчів, і за команду «Манавату» в «Кубку ITM». Він переміг у 121 матчі за Нову Зеландію («All Blacks») і є їх захисником з найбільшою кількістю матчів.
Сміт грав за «Новозеландську Маорі» в 2010 році, і вперше був обраний в команду «All Blacks» в 2012 році. Він був ключовим членом команди-переможця Кубка світу з регбі 2015 року.

## Регбі у Новій Зеландії
Перша гра Сміта була за «Манавату» в «Air New Zealand Cup» 2008 року у віці 19 років, кілька разів виходячи на заміну гравця команди «Турбо». В результаті команда одержала перемогу над «Кентербері» з рахунком 25–24 в 1 раунді та нічийним рахунком 38–38 з «Вайкато» в 3 раунді.
У наступному «Air New Zealand Cup», Сміт проявив себе найкращим півзахисником «Манавату», перебуваючи у стартовому складі у всіх 13 іграх сезону та забиваючи свій перший типовий гол. Він продовжував виступати початковим гравцем у «Кубку ITM 2010», зарекомендувавши себе як один із найкращих напівзахисників у змаганні. Згодом підписав контракт із «Супер Регбі».
У «Кубку ITM 2011» Сміт продовжував розвивати свої навички та провів успішний сезон, забивши п'ять голів, допоміг команді «Манавату», яка дійшла до фіналу Чемпіонату.

## Супер Регбі

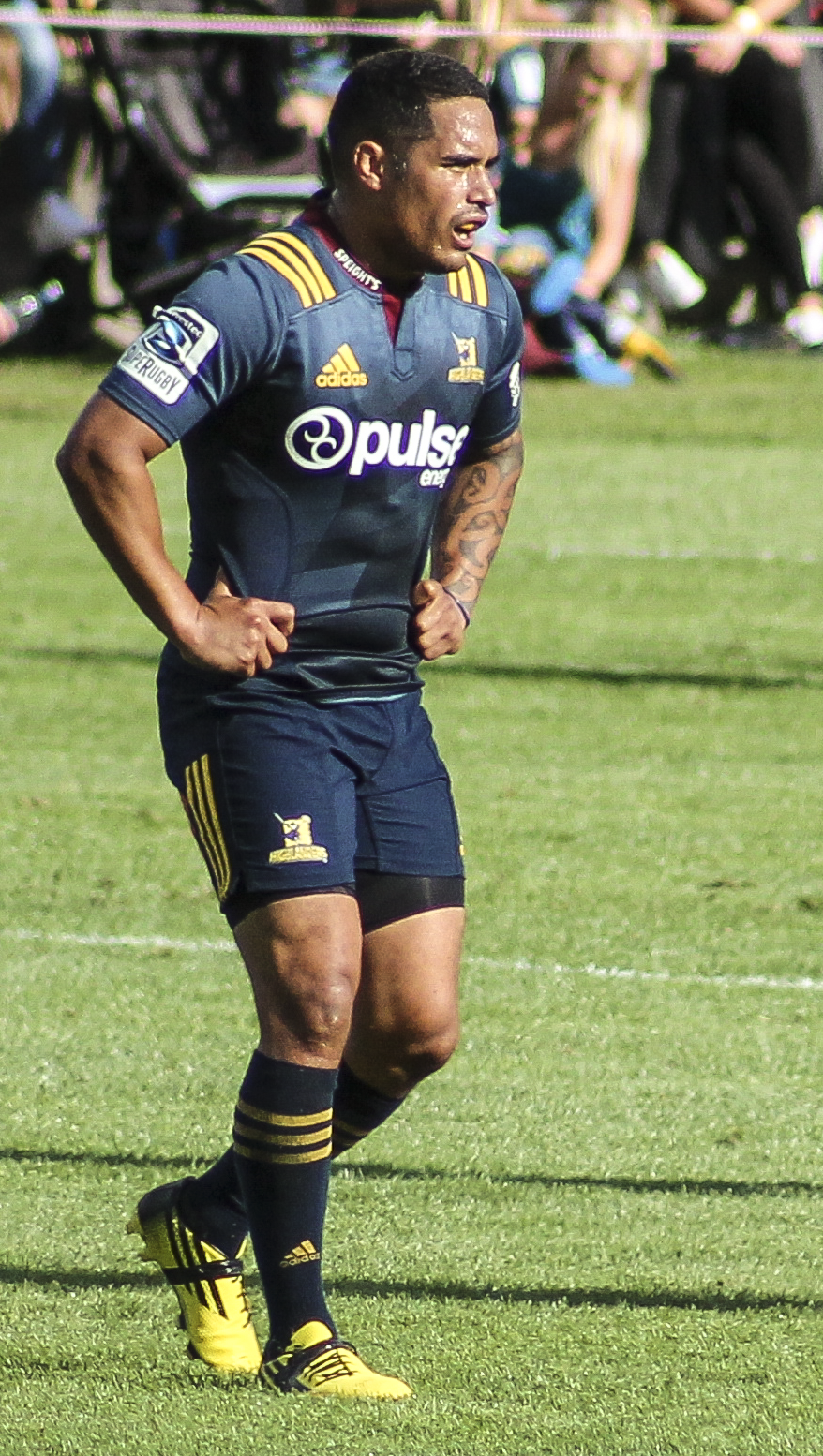
Аарон Сміт грає за Хайлендерс

Сміт приєднався до групи тренерів команди «Блюз» до чемпіонату «Super-14» 2010 року, але не брав участі в жодних іграх від команди з Окленда.
Невдовзі до чемпіонату «Супер Регбі» 2011 року, Сміт підписав контракт з командою «Гайлендерс», тренером якого був Джеймі Джозеф, який раніше вже був тренером Сміта в «Новозеландському Маорі». Сміт провів успішний перший сезон, обійшовши Шона Романса як запасний напівзахисник Джиммі Коуена, і зіграв 12 матчів, включаючи 3 старти.

## Міжнародна кар'єра
Завдяки своїм сильним виступам за Manawatu, Сміт, який походив з Ngāti Kahungunu, був обраний до Новозеландської Маорі для їхньої серії Centenary 2010. Він вийшов на заміну в грі з Новозеландськими Варварами після того, як Кріс Смайлі отримав перелом вилиці, і розпочав історичні перемоги команди над Ірландією та Англією .
Після успішного сезону «Хайлендерс» перша гра Сміта у команді «Олл Блекс» була 9 червня 2012 року проти збірної Ірландії. До сезону 2013 Сміт став першим півзахисником національної збірної.
З 2013 року Сміта обирали до кожної команди Нової Зеландії, включно з командою Чемпіонату світу з регбі 2015 року, де він розпочинав плей-офф у всіх іграх. Сміт став лідером хака All Blacks у 2016 році після завершення кар'єри Кевена Меаламу та Ліама Мессама, які вирішили перейти до команди Нової Зеландії з регбі-7, спочатку очоливши Хаку проти Уельсу в Іден Парк.
Сміт зіграв свій 50-й міжнародний контрольний матч у фінальному тест-матчі проти Уельсу під час туру 2016 року разом із Локом Броді Реталліком, з яким він дебютував. Пізніше в сезоні Сміт втратив своє місце лідера All Blacks Haka через конфлікти поза грою, а також через сильну конкуренцію за початкове місце зі сторони Ті Джея Перенари . Сміта спіймали на зустрічі з повією в аеропорту, перед тим як сісти на рейс до All Black. На той час у Сміта були стосунки з жінкою, яка стане його майбутньою дружиною. Сміт було залишено як постійного гравеця у сезоні 2017 року, коли він починав у всіх трьох тест-матчах проти British &amp; Irish Lions .
17 листопада 2018 року Сміт мав найбільшу кількість виходів як гравець на позиції розігруючого в історії Нової Зеландії в сезоні 2018 року, побивши давній рекорд Джастіна Маршалла. Незважаючи на тривалу конкуренцію за його початкове місце через Ті Джей Перенару, Сміта було обрано починати проти Ірландії. Сміт під час свого рекордного виступу не зміг добре зіграти, тому All Blacks програли з рахунком 9-16. У березні 2021 року New Zealand Rugby оголосило, що Сміт підписав новий контракт з All Blacks, Highlanders і Manawatu, згідно з яким він залишиться в Новій Зеландії до 2023 року.
В грі на Eden Park Окленд проти Wallabies 7 серпня 2021 року Сміт став десятим All Black, який зареєстрував 100 тест-матчів, і першим представником з походженням з Маорі.

### Провідний хака
Сміт був лідером хака в 32 тест-матчак. Він керував версією хака Ка Мате 21 раз, а також 11 разів очолював новішу хаку Капа або Панго .

## Досягнення
Нова Зеландія
- Кубок світу з регбі / Кубок Вебба Елліса
  - Переможці: 2015
  - ІІІ місце: 2019 рік
- Чемпіонат з регбі : 2012, 2013, 2014, 2016, 2017, 2018
- Кубок Бледісло : 2012, 2013, 2014, 2015, 2016, 2017, 2018, 2019, 2020, 2021, 2022
- Трофей Дейва Галлахера : 2013 (2), 2016, 2017, 2018
- Кубок Свободи : 2012, 2013, 2014, 2015, 2016, 2017, 2018, 2019
- Гілларі Шилд : 2013, 2014 (2), 2018
- Британські та ірландські леви : 2017 (намальована серія — спільна назва)